# Saivres
Saivres és un municipi francès situat al departament de Deux-Sèvres i a la regió de la Nova Aquitània. L'any 2007 tenia 1.292 habitants.

## Demografia

### Població
El 2007 la població de fet de Saivres era de 1.292 persones. Hi havia 514 famílies de les quals 117 eren unipersonals (50 homes vivint sols i 67 dones vivint soles), 200 parelles sense fills, 184 parelles amb fills i 13 famílies monoparentals amb fills.
La població ha evolucionat segons el següent gràfic:
Habitants censats

### Habitatges
El 2007 hi havia 585 habitatges, 518 eren l'habitatge principal de la família, 38 eren segones residències i 29 estaven desocupats. 555 eren cases i 27 eren apartaments. Dels 518 habitatges principals, 414 estaven ocupats pels seus propietaris, 89 estaven llogats i ocupats pels llogaters i 16 estaven cedits a títol gratuït; 4 tenien una cambra, 32 en tenien dues, 40 en tenien tres, 129 en tenien quatre i 313 en tenien cinc o més. 419 habitatges disposaven pel capbaix d'una plaça de pàrquing. A 193 habitatges hi havia un automòbil i a 286 n'hi havia dos o més.

### Piràmide de població
La piràmide de població per edats i sexe el 2009 era:
| Homes | Edats   | Dones |
| ----- | ------- | ----- |
| 0     | 95 o +  | 4     |
| 0     | 90 a 94 | 0     |
| 4     | 85 a 89 | 12    |
| 12    | 80 a 84 | 12    |
| 4     | 75 a 79 | 12    |
| 28    | 70 a 74 | 20    |
| 40    | 65 a 69 | 44    |
| 24    | 60 a 64 | 32    |
| 8     | 55 a 59 | 16    |
| 36    | 50 a 54 | 24    |
| 40    | 45 a 49 | 56    |
| 56    | 40 a 44 | 28    |
| 52    | 35 a 39 | 80    |
| 52    | 30 a 34 | 36    |
| 40    | 25 a 29 | 36    |
| 44    | 20 a 24 | 24    |
| 48    | 15 a 19 | 52    |
| 60    | 10 a 14 | 52    |
| 40    | 5 a 9   | 24    |
| 28    | 0 a 4   | 8     |

## Economia
El 2007 la població en edat de treballar era de 826 persones, 621 eren actives i 205 eren inactives. De les 621 persones actives 571 estaven ocupades (317 homes i 254 dones) i 49 estaven aturades (20 homes i 29 dones). De les 205 persones inactives 80 estaven jubilades, 71 estaven estudiant i 54 estaven classificades com a «altres inactius».

### Ingressos
El 2009 a Saivres hi havia 548 unitats fiscals que integraven 1.433 persones, la mediana anual d'ingressos fiscals per persona era de 17.685 €.

### Activitats econòmiques
Dels 23 establiments que hi havia el 2007, 1 era d'una empresa extractiva, 1 d'una empresa de fabricació d'elements pel transport, 4 d'empreses de fabricació d'altres productes industrials, 7 d'empreses de construcció, 2 d'empreses de comerç i reparació d'automòbils, 1 d'una empresa de transport, 2 d'empreses immobiliàries, 4 d'empreses de serveis i 1 d'una entitat de l'administració pública.
Dels 5 establiments de servei als particulars que hi havia el 2009, 2 eren paletes, 1 fusteria i 2 lampisteries.
L'únic establiment comercial que hi havia el 2009 era una botiga d'equipament de la llar.
L'any 2000 a Saivres hi havia 29 explotacions agrícoles que ocupaven un total de 1.190 hectàrees.

## Equipaments sanitaris i escolars
El 2009 hi havia 1 escola maternal i 1 escola elemental.

## Poblacions més properes
El següent diagrama mostra les poblacions més properes.